# 麻部
麻部（）、（旧漢字：麻部）は、漢字を部首により分類したグループの一つ。
康熙字典214部首では200番目に置かれる（11画の最後6番目、亥集の14番目）。

## 概要

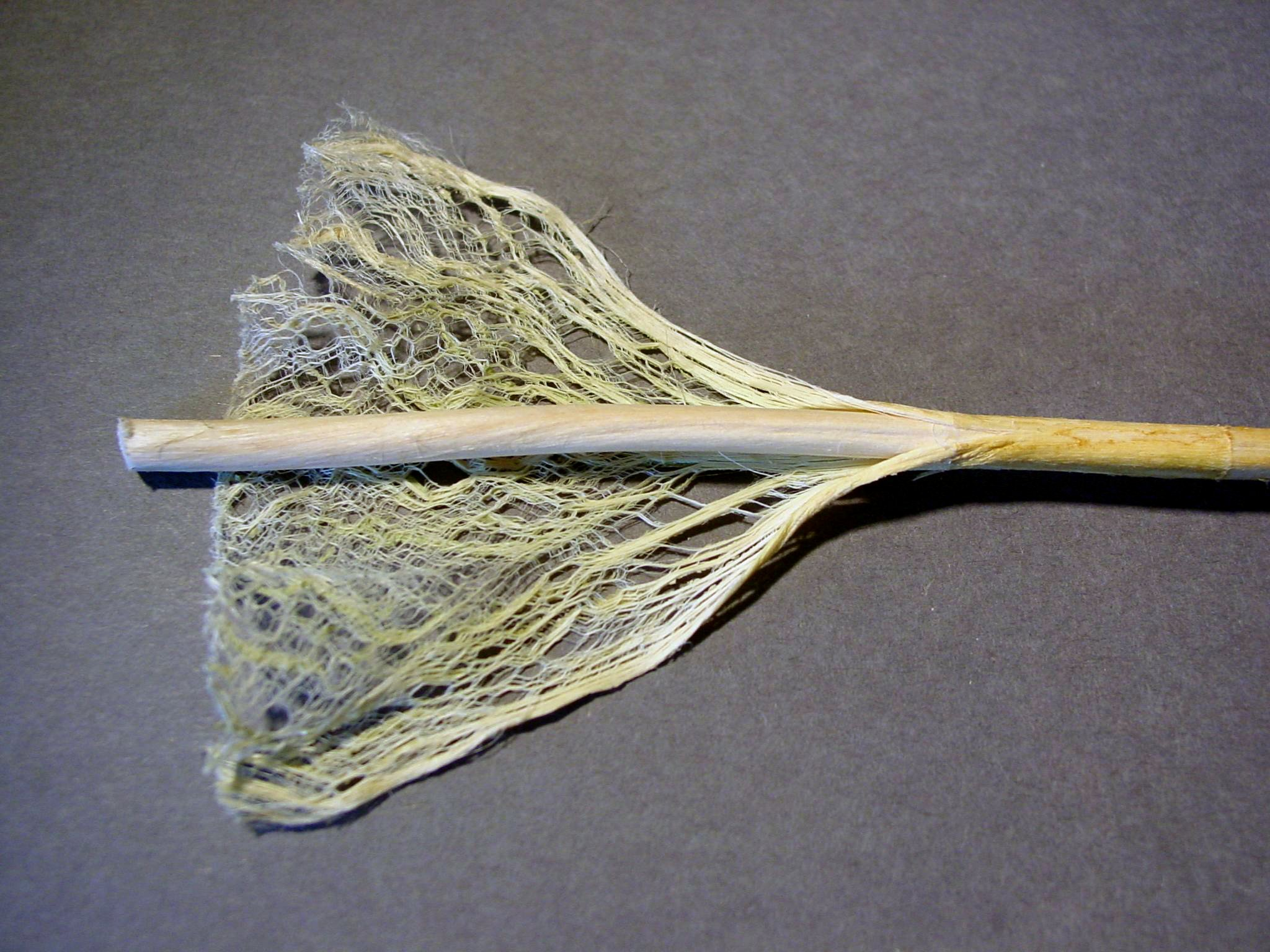
麻の茎から繊維を剥いだ状態

麻部には「麻」を筆画の一部として持つ漢字を分類している。
単独の「麻」字はアサ科の一年草であるアサを意味する。アサは古くから身近な植物であり、その種子は食用・薬用として用いられ、五穀の一つに挙げられることがある。また、その茎の繊維は麻織物として利用された。このため「麻」字で麻繊維を指すこともあり、また麻布、特に麻布でできた喪服を意味する。また現代中国語においては痺れることを意味する動詞としても用いられている。
その字源は音を表す「𣏟」（「ホ」のような形を左右に2つ並べた字形。字音はハ、pài）と意味を示す「石」の原字からなる形声文字で、「砥石」を意味する単語を表記する。この文字を「アサ」を指す単語に当てるのは仮借による。『説文解字』では「广」と「𣏟」とを組み合わせた会意文字と説明されているが、甲骨文字や金文の形を見ればわかるようにこれは誤った分析である。

## 字体のデザイン差

### アサと林
「麻」の内部の字は地域によって差異が見られる。
印刷書体（明朝体）において『康熙字典』は「麻」のように「ホ」に似た形（ただし、最後の画が「乚」のように釣り鉤形）を2つ並べたものを用い、台湾の国字標準字体・香港の常用字字形表もこれに従う。この「𣏟」はアサの象形である。一方、日本の新字体・中国の新字形ではこれを「林」としている。

### 1画目
「广」同様、印刷書体（明朝体）における「麻」字の1画目には地域による差異がある。『康熙字典』はこれを短い縦棒とし、日本・韓国はこれに従う。一方、中国の新字形・台湾の国字標準字体・香港の常用字字形表ではこれを点画としている。

## 部首の通称
- 日本：あさ・あさかんむり
- 韓国：삼마부（sam ma bu、アサの麻部）
- 英米：Radical hemp

## 部首字
麻（麻）
- 中古音
  - 広韻 - 莫霞切、麻韻、平声
  - 詩韻 - 麻韻、平声
  - 三十六字母 - 明母
- 現代音
  - 普通話 - ピンイン：má 注音：ㄇㄚˊ ウェード式：ma2
  - 広東語 - Jyutping:maa4 イェール式:ma4
- 日本語 - 音：バ（漢音）・マ（呉音） 訓：あさ
- 朝鮮語 - 音：마(ma) 訓：삼（sam、アサ）

## 例字
- 麻（麻）
  - 麾
- 和製漢字
  - 麿